# Neocompsa tucumana
Neocompsa tucumana är en skalbaggsart som först beskrevs av Martins 1962.  Neocompsa tucumana ingår i släktet Neocompsa och familjen långhorningar. Inga underarter finns listade i Catalogue of Life.